# Régiment d'Auxonne artillerie
Le régiment d'Auxonne artillerie également appelé régiment d'artillerie d'Auxonne et plus simplement régiment d'Auxonne est un régiment d'artillerie du royaume de France, créé en 1757 à partir de détachements des cinq premiers bataillons du régiment Royal-Artillerie, devenu sous la Révolution le 6e régiment d'artillerie.

## Création et différentes dénominations
- 1757 : Bataillon de Cosne
- 1759 : Brigade de Mouy
- 1761 : Brigade de Loyauté
- 1761 : Brigade d'Invilliers
- 1765 : Régiment d'Auxonne
- 1791 : 6e régiment d'artillerie

## Lieutenants-colonels, chefs de brigade et colonels
- 1er janvier 1757 : André Claude de Cosne
- 1er janvier 1759 : Pierre François Ansard de Mouy
- 20 février 1761 : Arnould de Loyauté
- 7 mars 1761 : Louis Henri Ballard d'Invilliers
- 15 octobre 1765 : Philippe Louis de Verton de Richeval
- 24 mars 1769 : Jean-Marc Antoine de Verton de La Mortière
- 5 avril 1780 : Chevalier Amour Constant de Germay de Cirfontaine[1]
- 1er avril 1791 : François Charles de Quiefdeville de Belmesnil
- 1er novembre 1792 : Charles François Daniel Dutot

## Historique des garnisons, combats et batailles

### Bataillon de Cosne
Le 6e bataillon de Royal-Artillerie, est créé par ordonnance du 1er janvier 1757, sous le nom de « bataillon de Cosne », et formé par André Claude de Cosne, au moyen de détachements de 120 hommes tirés chacun des cinq premiers bataillons.
Dès qu'il fut organisé il est envoyé en Allemagne, dans le cadre de la guerre de Sept Ans, et débute à la bataille de Lutzelberg en 1758.

### Brigade de Mouy
Devenu « brigade de Mouy » en 1759, le corps participe au siège de Munster et se couvre de gloire à la bataille de Minden.
En 1760, la brigade contribue à la reprise des retranchements de Cassel et combat à Corbach et à Warburg.

### Brigade d'Invilliers
En 1761, la « brigade d'Invilliers », du nom de, Louis Henri Ballard d'Invilliers, son nouveau chef, qui commande l'artillerie de l'armée de Soubise et ses canonniers font des prodiges de valeur à la bataille de Villinghausen et à la défense de Cassel, tandis qu'un détachement se distingua également à la défense de Belle-Île-en-Mer. 
En 1762 la brigade tire les derniers coups de canon à Amenebourg. A la paix, la brigade, est envoyée à Auxonne.

### Régiment d'Auxonne
En 1765 la « brigade d'Invilliers » devient le « régiment d'Auxonne » dont les drapeaux d'ordonnance présentèrent les mêmes couleurs que celles des drapeaux du régiment de Metz, mais dans un ordre inverse.
En 1767, le « régiment d'Auxonne » prend ses quartiers à Besançon, et en 1769 à Douai. Envoyé à Brest en janvier 1771, il quitte la Bretagne en juillet 1771 pour Besançon, d'où il est envoyé à La Fère en 1775. 
Au commencement de la guerre d'indépendance des États-Unis, le 2e bataillon retourne à Brest et s'y embarque avec la petite armée de Rochambeau. Le 1er bataillon vint en 1780 le remplacer en Bretagne à la garde des îles et des côtes.Celui-ci, après avoir séjourné quelques mois au Havre en 1781 et avoir fait partie, en 1782 du corps assemblé près de Genève, dans le cadre de la Révolution genevoise de 1782, retourne à Auxonne en 1782. Il y est rejoint l'année suivante par le 2e bataillon revenu d'Amérique, qui avait participé au combat naval en vue des Bermudes en 1780, et à la bataille de Yorktown en 1781.
 53 officiers, sous-officiers et soldats de ce régiment sont morts aux États-Unis durant guerre d'indépendance des États-Unis.
En septembre 1786, le régiment prend garnison à Metz et il s'y trouve encore aux débuts des guerres de la Révolution. A ce moment il présentait une rare singularité ; la liste des lieutenants en 3e commençait par Jean Eblé, vieux sergent fait officier en Amérique, et se terminait par Jean-Baptiste Eblé son fils, l'illustre général, qui avait été fait à son tour officier en 1785.
En 1787, le régiment d'Auxonne fournit, comme le régiment de La Fère, un détachement pour cette mystérieuse intervention dans les affaires de la Hollande. Ce détachement se rendit à Givet, d'où les canonniers sans armes et divisés par petits groupes se rendirent à Utrecht et furent incorporés dans les troupes des États- Généraux. Ils y furent faits prisonniers par suite de la capitulation de Nieuwersluis. Le lieutenant Andréossy était de cette aventure.
En 1790 le régiment fournit des compagnies pour l'armement des places de la frontière depuis Givet jusqu'à Bitche.

### 6erégiment d'artillerie
La Révolution supprime les dénominations de l'ancien régime, les régiments sont numérotés. Le no 6 est attribué au régiment, en fonction de son ancienneté.

Devenu 6e régiment d'artillerie en 1791, 3 compagnies 1/2 quittèrent Metz, en avril 1792, pour rallier l'armée des Ardennes. D'autres compagnies entrèrent dans la composition de l'armée du Centre. Toutes les compagnies qui n'étaient pas attachées à des places jouèrent donc un rôle à la canonnade de Valmy et à la bataille de Jemappes. Trois compagnies comprises dans les capitulations de Verdun et de Longwy avaient eu les honneurs de la guerre et étaient rentrées à Metz.
En 1793, le dépôt est transporté à Douai. Les compagnies étaient cette année dispersées aux armées du Nord, de la Moselle, des Pyrénées-Orientales et de la Vendée, et dans les places de la Flandre.
Pendant les années suivantes, le régiment fournit principalement aux besoins des armées du Nord, de Sambre-et-Meuse et de Rhin-et-Moselle.

## Personnalités
- Jean-Baptiste Eblé et son père Jean Eblé.
- Antoine François Andréossy alors lieutenant

### Philippe Louis de Verton de Richeval
Fils ainé de Louis Gaston de Verton (10 avril 1668-28 août 1715), écuyer et de Marie Arson, Philippe Louis de Verton de Richeval, écuyer et seigneur de Richeval, est né le 11 novembre 1707. Chevalier de Saint-Louis en 1747, il est colonel du régiment d'Auxonne artillerie le 15 octobre 1765 puis brigadier des armées du roi le 22 janvier 1769. Le 23 décembre 1765 il se marie à Jeanne Marguerite Victoire de Vadicourt, veuve de Marc Antoine de Verton , écuyer, lieutenant général de l'Amirauté d'Eu et de Le Tréport mort le 28 septembre 1662. 

### Jean-Marc Antoine de Verton de La Mortière
Deuxième fils de Louis Gaston de Verton (10 avril 1668-28 août 1715), écuyer et de Marie Arson, Jean-Marc Antoine de Verton de La Mortière, écuyer et seigneur de La Mortière, est né le 12 juin 1714. Chevalier de Saint-Louis, il est colonel du régiment d'Auxonne artillerie le 24 mars 1769, en succession de son frère, puis brigadier des armées du roi le 1er janvier 1770.

## Sources et bibliographie
- Louis Susane : Histoire de l'artillerie Française
- Pierre Montagnon : Histoire de l'armée française
- Historique des corps de troupes de l'armée française (1569-1900)